# Байрон, Джон, 1-й барон Байрон
Сэр Джон Байрон (англ. Sir John Byron; 1599, Ньюстед, Ноттингемшир, Королевство Англия — 23 августа 1652, Париж, Королевство Франция) — английский аристократ, 1-й барон Байрон с 1643 года, рыцарь Бани. Заседал в Палате общин (1624—1626, 1628), во время гражданской войны сражался на стороне короля Карла I. Умер в изгнании.

## Биография
Джон Байрон принадлежал к влиятельному рыцарскому роду, первый представитель которого Ральф де Бурон упоминается в «Книге Страшного суда» (1086) как владелец восьми маноров в Ноттингемшире. Начиная с 1322 года Байроны заседали в парламенте как рыцари от графств Ноттингемшир и Линкольншир, во время Реформации они стали владельцами Ньюстедского аббатства. Джон родился в 1599 году в семье сэра Джона Байрона и Анны Молино. Семейными владениями до своей смерти в 1623 году управлял его дед, ещё один сэр Джон, который влез в долги и был вынужден продать часть поместий.
Джон-младший получил образование в Тринити-колледже Кембриджского университета, а потом совершил образовательное путешествие по Европе, из которого вернулся в 1624 году. Источники его характеризуют как «очень благородного джентльмена», в совершенстве знавшего французский и итальянский языки. Сразу после возвращения Байрон был избран в Палату общин от Ноттингемшира. В 1625 году он претендовал на место в новом созыве, но проиграл выборы, а в 1626 вернулся в Палату. К этому времени Байрон уже похоронил отца и унаследовал семейные владения — уменьшившиеся и обременённые долгами; к тому же Джон должен был обеспечивать шестерых младших братьев.
В день коронации Карла I (февраль 1626) Байрон был посвящён в рыцари Бани. В 1628 году он снова заседал в Палате общин, представляя Ноттингемшир вместе с сэром Гервасием Клифтоном, но упоминаний о нём нет ни в одном из парламентских документов. Пытаясь поправить своё материальное положение, сэр Джон вложился в производство, купил поместье Рочдейл с угольными шахтами в Ланкашире. Несмотря на это, он всё больше залезал в долги.
Во время политического кризиса, постепенно переросшего в гражданскую войну, Байрон остался на стороне короля. Он принял участие в Епископских войнах в Шотландии, в конце 1641 года получил от Карла I должность лейтенанта Тауэра, от которой, правда, отказался спустя несколько месяцев по требованию Палаты общин. В июле 1642 года сэр Джон возглавил один из кавалерийских полков в королевской армии. При Эджхилле (октябрь 1642) он вместе с другими командирами конницы слишком увлёкся преследованием бегущего врага, из-за чего армия короля не смогла одержать полную победу. Тем не менее в октябре 1643 года Байрон получил титул 1-го барона Байрона из Рочдейла и пост командующего на северо-западе Англии.
После поражения от «круглоголовых» при Нантвиче 25 января 1644 года сэр Джон отступил в Честер, позже он присоединился к принцу Руперту. В битве при Марстон-Муре барон командовал всем правым флангом. Роялисты в этом бою были наголову разбиты, и сэр Джон снова отступил в Честер. Даже после окончательного поражения короля при Нейзби барон удерживал этот город, сдав его только на выгодных условиях в феврале 1646 года. Он ушёл в Северный Уэльс, но увидел, что местное дворянство не хочет продолжать борьбу, и отправился на континент. В 1648 году сэр Джон снова высадился в Уэльсе, чтобы поднять восстание; потерпев неудачу, он вернулся во Францию. Последние годы жизни сэр Джон провёл в Париже, при дворе герцога Йоркского (впоследствии короля Якова II. Там он и умер 23 августа 1652 года.
Барон был женат на Сесилии Уэст и Элеоноре Нидхэм. Оба брака остались бездетными, так что наследником сэра Джона стал его младший брат Ричард.

## Память
Уильям Добсон в 1643 году написал портрет сэра Джона, который хранится в частной коллекции.